# Ethioterpia toulgoeti
Ethioterpia toulgoeti là một loài bướm đêm trong họ Noctuidae.